# Fleur de tonnerre (film)
Pour les articles homonymes, voir Fleur de tonnerre.
Pour plus de détails, voir Fiche technique et Distribution.
Fleur de tonnerre est un film dramatique franco-belge coécrit et réalisé par Stéphanie Pillonca-Kervern, sorti en 2017. Il s'agit de l'adaptation du roman du même nom  de Jean Teulé (2013).
Il relate la biographie romancée d'Hélène Jégado, surnommée « Fleur de tonnerre » par sa mère. Employée pendant des années comme cuisinière en Basse-Bretagne au début du XIXe siècle, se prenant pour l'incarnation de l'Ankou, personnage mythique de la mort, elle tue ses employeurs successifs en empoisonnant leur nourriture avec de la mort aux rats.

## Synopsis
En Basse-Bretagne, Hélène Jégado est une enfant isolée, surnommée « Fleur de tonnerre » par sa mère. Enfant, elle est terrorisée par l'Ankou, personnage mythique de la mort. Après la mort de sa mère, Hélène devient domestique. Pour surmonter sa peur, elle décide d’être l'incarnation de l'Ankou. Hélène va devenir la plus prolifique tueuse en série française.

## Fiche technique
Sauf indication contraire, les informations mentionnées dans cette section peuvent être confirmées par la base de données cinématographiques Unifrance,  présente dans la section « Liens externes ».
- Titre original : Fleur de tonnerre
- Réalisation : Stéphanie Pillonca-Kervern
- Scénario : Gustave Kervern et Stéphanie Pillonca-Kervern, d'après Fleur de tonnerre de Jean Teulé
- Musique : Sylvain Goldberg et Matthieu Gonet
- Décors : Philippe Van Herwijnen
- Costumes : Virginie Alba
- Photographie : Hugues Poulain
- Son : Dominique Gaborieau et Gautier Isern
- Montage : Kako Kelber
- Production : Jean-Pierre Guérin

Coproduction : Dany Boon
Production associée : Sylvain Goldberg, Nadia Khamlichi, Serge de Poucques et Gilles Waterkeyn
- Sociétés de production : JPG Films, Les Productions du Ch'Timi et Nexus Factory
- Sociétés de distribution : Sophie Dulac Distribution (France) ; Nexus Factory (Belgique)
- Budget : 1,5 million d'euros (environ)
- Pays d’origine :  France /  Belgique
- Langue originale : français
- Format : couleur
- Genre : drame
- Durée : 100 minutes
- Dates de sortie :
  - France : 24 août 2016 (Festival du film francophone d'Angoulême) ; 18 janvier 2017
  - Belgique : 18 janvier 2017

## Distribution
- Déborah François : Hélène « Fleur de Tonnerre » Jégado
  - Blanche François : Fleur de tonnerre, enfant
- Benjamin Biolay : Matthieu Veron
- Jonathan Zaccaï : le juge Vannier
- Catherine Mouchet : Anne Jégado
- Féodor Atkine : Monsieur Bidard de la Noé
- Christophe Miossec : l'abbé Lorho
- Marthe Guérin Caufman : Rose Tessier
- Xavier Mathieu : Jean Jégado
- Philippe Pasquini : Le Braz
- Delphine Lalizout : Madeleine Lebraz
- Catherine Hosmalin : la marraine
- Martine Chevallier : Sœur Athanase
- Gustave Kervern : l'abbé Riallan
- Jean-Claude Drouot : Monsieur Kérallic
- Joseph Olivennes : Yann Viltansou
- André Jarril : le docteur Baudoin
- Louis Donval : l’aumônier

## Production

### Tournage
Le tournage a lieu en cinq semaines en Bretagne, essentiellement dans les ruelles de Moncontour, mais aussi à la chapelle Saint-Gildas de Bieuzy, à l'écomusée de Brec'h, à la citadelle de Port-Louis, au cap d'Erquy…

## Bande originale
- Fleur de tonnerre (3:24)
- L'exécution (3:18)
- Dernières tendresses (1:30)
- Devant l'océan (1:02)
- Hélène et Matthieu (2:18)
- Couleur de pluie (0:40)
- Rosée (0:39)
- Calme et posée (0:35)
- Hélène et l'Ankou (1:34)
- Un poison (0:32)
- Les voix de l'ombre (0:43)
- Noire prière (0:47)
- Échappée belle (0:57)
- Le manque (0:43)
- Dans l'antre (1:44)
- Seule (1:06)
- Se perdre (0:36)
- Une tasse de café (0:41)
- Fuir et s'enfuir (1:20)
- Madame Jégado (0:44)
- Fatalité (2:21)
- Dans l'ombre du vent (1:39)
- Pardon (1:31)
- Toujours loin (1:23)
- Les voix (2:02)
- Pour Hélène (0:44)

## Accueil

### Accueil critique
En France, le site Allociné propose une note moyenne de 2,5⁄5 à partir de l'interprétation de critiques provenant de 19 titres de presse.

### Box-office
Fleur de tonnerre accueille 44 952 entrées.

## Distinction
- Festival International du Film de Fiction Historique 2016 : Meilleure actrice pour Déborah François